# Саподіла
Саподіла, сапотіла:159, Чику, Сапотілове дерево, Масляне дерево, Ахра (Manilkara zapóta) — вид плодових дерев родини сапотових.

## Ботанічний опис
Саподіла — вічнозелене повільноростуче дерево з пірамідальною кроною, 18 — 30 метрів заввишки. При пошкодженні кори воно рясно виділяє білий клейкий латекс.
Листя еліптичні глянцеві, 7,5 — 11,25 завдовжки і 2,5 — 4 см шириною.
Квітки маленькі з 6 тичинками і з 3 волосистими коричневими чашолистками, які оточують блідо-зелений віночок.
Плоди круглі або овальні, 5 — 10 сантиметрів завдовжки та вагою 100—170 грам. За структурою нагадують плоди хурми. Стиглий плід покритий тьмяною блідо- або іржавокоричневою тонкою шкіркою; м'якоть коричнева, з жовтим або рожевим відтінком, м'яка соковита. Недозрілі плоди — тверді клейкі та в'язкі на смак. Плоди містять зазвичай від 3 до 12 твердих чорних блискучих овальних, злегка сплюшених насінин 1,5 — 2 см завдовжки, на кінці з гаком, який може зачепитися у горлі, якщо насіння не витягнути перед вживанням плоду. Насіння легко відділяються від м'якоті.

## Поширення
Батьківщина саподіллу — південна Мексика. Останнім часом культивується також всюди у тропічній Америці, в Індії, в Індонезії, у Малайзії, на Шрі-Ланці і на Філіппінах.

## Господарське значення та застосування
Стиглі плоди саподіли їстівні у свіжому вигляді. Їх готують з лаймовим соком та імбиром, кладуть у пироги, зброджують у вино.
Саподілове дерево вирощується також для отримання молочного соку — латексу. З нього отримують так званий чикл — основу для жувальної гумки.
Недостиглі плоди багаті таніном та використовуються як засіб для зупинки діареї. Відвар кори використовується як жарознижувальний та протидизентерійний засіб. Відвар листя саподіли в комбінації з листям чайота застосовується для зниження артеріального тиску. Рідкий екстракт насіння — заспокійливий засіб.
|                                                                      |  |  |  |  |
| Дерево, квітка та бутон, стовбур дерева, цілі плоди, плоди у розрізі |  |  |  |  |